# Arthur Cecil Pigou

Arthur Cecil Pigou (* 18. November 1877 in Ryde, Isle of Wight; † 7. März 1959 in Cambridge) war ein englischer Ökonom. Er gilt als Vertreter der Cambridger Schule der Neoklassik und machte sich in der Wohlfahrts-, Konjunktur- und Geldtheorie einen Namen.

## Leben
Arthur Cecil Pigou wurde als ältester Sohn des pensionierten Armeeoffiziers Clarence George Scott Pigou und seiner Frau Nora Frances Sophia (geborene Lees) geboren. Die Familie seines Vaters war hugenottischer Abstammung, seine Mutter entstammte einer irischen Beamtenfamilie. Pigou wuchs in wohlhabenden Verhältnissen auf. Er besuchte ab 1891 die renommierte Harrow School in London und ging im Anschluss 1896 mit einem Stipendium an das King’s College der Universität Cambridge, um Geschichte und moderne Sprachen zu studieren. 1899 schloss er dort den Historical Tripos ab und erhielt dafür seinen ersten B.A. Ein Jahr später absolvierte er Teil 2 des Moral Science Tripos. Während dieser Zeit vertiefte er sein Verständnis von Ökonomie, Ethik und Philosophie, unter anderem gefördert durch seinen Lehrer und späteren Fürsprecher Alfred Marshall.
1908 folgte Pigou im Alter von 30 Jahren Alfred Marshall auf dem Lehrstuhl für Politische Ökonomie an der Universität Cambridge. Er bekleidete diese Position bis 1944.
1900 wurde er zum Fellow der Royal Statistical Society gewählt. Der Königlich Niederländischen Akademie der Wissenschaften gehörte er seit 1921 als auswärtiges Mitglied an. 1927 wurde er zum Mitglied der British Academy gewählt. 1928 wurde Pigou in die American Academy of Arts and Sciences gewählt. 1955 wurde er mit dem internationalen Antonio-Feltrinelli-Preis ausgezeichnet.

## Werk
Er stellte 1920 das Konzept der nach ihm benannten Pigou-Steuer vor, mit der die Umweltverschmutzung eingedämmt werden soll. Er vertrat die Idee der Progressivsteuer, die er – wie auch Francis Edgeworth – mit dem sinkenden Grenznutzen des Einkommens begründete. 1920 beschäftigte er sich mit der Preisdifferenzierung, und somit der Abschöpfung von Konsumentenrente zugunsten der Produzentenrente.
In den 1920er-Jahren verwendete er erstmals den Ausdruck Quality of Life (‚Lebensqualität‘), den in den 1960er-Jahren Lyndon B. Johnson aufgriff und verbreitete. Pigou führte mit John Maynard Keynes umfangreiche Diskurse.

## Schriften (Auswahl)
- The Riddle of the Tariff. London 1903.
- The Principles and Methods of Industrial Peace. London 1905.
- Protective and Preferential Import Duties. London 1906.
- The Problem of Theism, and other Essays. London 1908 (online).
- Economic Science in Relation to Practice. London 1908.
- Wealth and Welfare. London 1912 (online).
- Unemployment. London 1913.
- The Economics of Welfare. London 1920 (online).
- The Political Economy of War. London 1921.
- Essays in Applied Economics. London 1923.
- A Study in Public Finance. London 1928.
- The Theory of Unemployment. London 1933 (online).
- Employment and Equilibrium. London 1941.
- Income: an Introduction to Economics. London 1946.
- The Veil of Money. London 1949.
- Keynes's General Theory: A Retrospective View. London 1950.
- Essays in Economics. London 1952.
- Alfred Marshall and Current Thought. London 1953.
- Income Revisited. London 1955.